# NGC 2880
NGC 2880 ist eine elliptische Galaxie vom Hubble-Typ E/SB0 im Sternbild Großer Bär am Nordsternhimmel. Sie ist schätzungsweise 73 Millionen Lichtjahre von der Milchstraße entfernt und hat einen Durchmesser von etwa 40.000 Lj.

Gemeinsam mit NGC 2805, NGC 2814, NGC 2820 und IC 2458 bildet sie die NGC 2805-Gruppe (auch Holmberg 124).
Das Objekt wurde am 2. April 1791 von William Herschel entdeckt.